# چاپی اورگو
چاپی اورگو (به اسپانیایی: Chapi Urqu) یک کوه در پرو است که در استان اوئانکاولیکا واقع شده‌است. چاپی اورگو ۴٬۸۰۰ متر بالاتر از سطح دریا واقع شده‌است.